# Харли, Роберт, 1-й граф Оксфорд и граф Мортимер
Роберт Гарлей или Харли (англ. Robert Harley; 5 декабря 1661 — 21 мая 1724) — английский политический деятель, инициатор создания скандально известной компании Южных морей. 1-й граф Оксфорд и граф Мортимер с 1711 года.

## Биография
Во время Славной революции 1688 года Харли вместе с отцом своим собрал конный отряд для поддержки Вильгельма III и занял для него город Вустер.
Избранный в 1689 году в палату общин, Харли, согласно семейной традиции, примкнул к вигам, но скоро стал переходить на противоположную сторону, восставая в особенности против внешней политики Вильгельма III, и уже в 1698 году заменил Монтегю в руководстве палатой общин. Он тщательно изучил её формы и обряды, и в 1701 году был избран спикером.
В 1704 году Харли вступил в состав министерства Годольфина, заменив Ноттингема в заведовании иностранными делами. В это время он считался умереннейшим из тори, но по мере того как Годольфин и Мальборо склонялись на сторону вигов, Харли отдалялся от большинства товарищей своих по министерству и старался путём придворных интриг заручиться расположением королевы Анны.
Решительному торжеству вигов в 1708 году предшествовал выход Харли из кабинета, куда его возвратила (в качестве канцлера казначейства) победа тори в 1710 году, одержанная отчасти благодаря его проискам. В следующем году он был назначен лордом-казначеем (первым министром) и перешёл в верхнюю палату с титулом графа Оксфорда.
Утрехтский мирный договор с Францией вызвал оппозицию со стороны вигов в верхней палате, но Харли удалось сломить её назначением двенадцати новых пэров.
Дружба между Харли и Болингброком, составлявшая силу министерства, мало-помалу превратилась в ненависть: Харли утратил доверие королевы и за несколько дней до её смерти передал жезл лорда-казначея Болингброку.
При восшествии на престол Ганноверской династии Харли удалился в своё поместье, но через несколько месяцев против него было возбуждено палатой общин обвинение в государственных преступлениях. Он был заключён в Тауэр, где пробыл около двух лет; после этого ему было возвращено пэрское достоинство, но он более не принимал выдающегося участия в общественных делах.
Неизменными друзьями и союзниками Харли были либерально настроенные литераторы, такие как Джонатан Свифт и Александр Поуп; вместе они составляли знаменитый клуб Мартина Скриблеруса. Он покровительствовал также Даниэлю Дефо, вступившись за него после его ареста перед королевой Анной и добившись в 1703 году освобождения опального писателя. И 1-й граф Оксфорд, и его сын Эдвард были неутомимыми собирателями рукописей и книг. Собранные ими рукописи стали национальной собственностью и ядром Британской библиотеки.

## Семья
Харли был женат на Элизабет Фоули и Саре Миддлтон. Первая жена родила ему троих детей. Это были:
- Элизабет (умерла в 1713), жена Перегрина Осборна, 3-го герцога Лидса;
- Абигейл (умерла в 1750), жена Джорджа Хея, 8-го графа Кинноулла;
- Эдуард (1689—1741), 2-й граф Оксфорд и граф Мортимер.

## Киновоплощения
- «Фаворитка (фильм)» (2018) — Николас Холт.